# IBM 3196
La IBM 3196 Display Station (Estación de Visualización IBM 3196) es un teclado y pantalla monocroma de 24x80 fabricados por IBM. Se puede utilizar con los System/36, System/38 o AS/400 a través de una conexión por cable o Telnet. Utiliza un teclado de máquina de escribir para ingresar, mostrar y manipular datos en una pantalla monocromática de 12 pulgadas. El 3196 realiza todas las funciones básicas del 5291-2, así como algunas funciones adicionales. El 3196 también tiene una línea de 25 caracteres que contiene un área de información del operador. El 3196 es compatible con el 5291 Modelo 2 y las aplicaciones creadas para ese producto funcionarán en el 3196.

## Características
- Pantalla monocromática de 24x80[2]
- Ofrece funciones equivalentes al 5291 modelo 2
- Viene con Cable-Thru con terminación automática y reducción de reflejos en la pantalla
- Consta de tres elementos de estación de trabajo: video, lógica y teclado
- Ofrece edición de campo de entrada de datos en campos individuales
- Permite una variedad de accesorios y conexiones de cables
- Proporciona Security Keylock y otras características de seguridad

## Elementos
El IBM 3196 contiene los siguientes elementos:
- Monitor
- Soporte de monitor
- Teclado de 122 teclas[4]
- Superposición de teclado
- Elemento lógico
- Unidad de terminación automática
- LLaves de seguridad
- Cable de vídeo
- Cable de alimentación
- Guía del usuario